# Kyrkovalet i Svenska kyrkan 2025

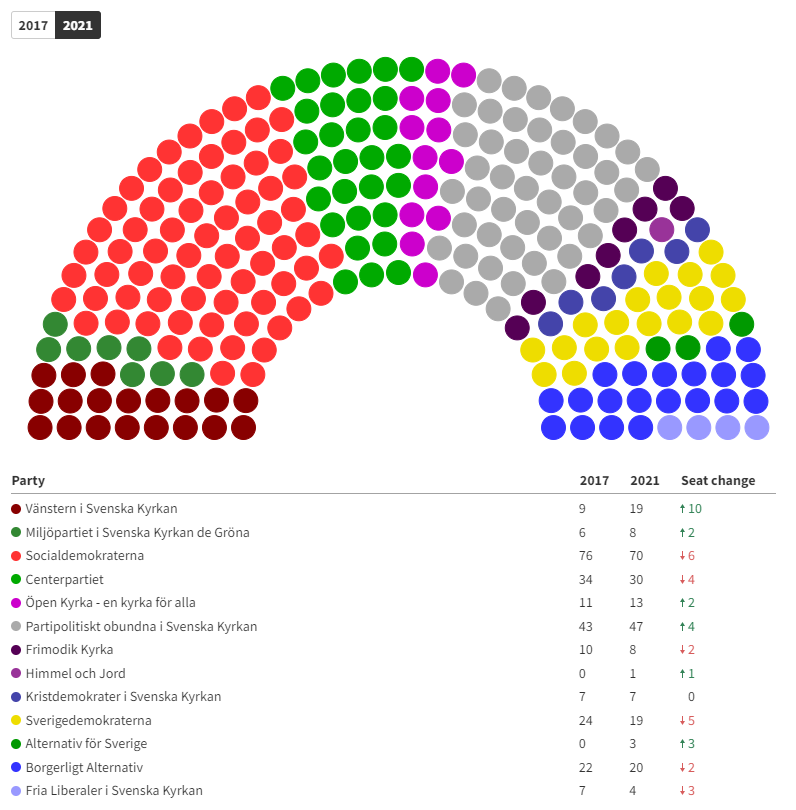
Mandatfördelningen vid Kyrkovalet 2021.

Kyrkovalet i Svenska kyrkan 2025 är ett val i Svenska kyrkan till kyrkomötet samt samtliga stifts- och kyrkofullmäktige, som enligt kyrkoordningen ska hållas den 21 september 2025. Alla medlemmar i Svenska kyrkan som senast på valdagen fyllt 16 år har rösträtt.
Valet är ett direkt proportionellt val med flermansvalkretsar. Mandatfördelningen sker med jämkade uddatalsmetoden. För val till kyrkomöte och stiftsfullmäktige finns fasta mandat och utjämningsmandat; för val till kyrkofullmäktige finns endast fasta mandat. Kandidater i valet är de medlemmar i kyrkan som medgett att de registrerats på valsedlarna av någon av Svenska kyrkans nomineringsgrupper.

## Organisation
Kyrkostyrelsen har det övergripande ansvaret för valet, medan stiftsstyrelserna har övergripande ansvar för alla val inom respektive stift samt utbildning av valnämnderna. Valnämnderna har i sin tur det praktiska ansvaret för genomförandet av valet i en församling eller i pastoratet, om församlingen ingår i ett sådant. Valnämnderna utses av kyrkofullmäktige för hela mandatperioden.
Varje församling där kyrkofullmäktige ska väljas, och varje pastorat, utgör en valkrets. För stiftsfullmäktige utgörs valkretsarna av en eller flera församlingar och/eller pastorat, och valkretsindelningen ska beslutas av stiftsfullmäktige senast 1 februari under valåret. Indelningen ska ske på ett sånt sätt att valkretsarna dels är sammanhängande, dels att varje valkrets vid mandatfördelningen tilldelas minst fem fasta valkretsmandat.  Vid val till kyrkomötet utgör varje stift en valkrets.
Valdistrikten utgörs av församlingarna om inte stiftsstyrelsen, efter samråd med berörd valnämnd, beslutat om att en församling ska delas i flera valdistrikt.

## Valbarhet
För att vara valbar till kyrkofullmäktige krävs att personen är medlem i Svenska kyrkan, är döpt, fyller 18 år senast på valdagen, och är kyrkobokförd i den församling eller pastorat som valet avser. För att vara valbar till stiftsfullmäktige och kyrkomötet måste kandidaten vara kyrkobokförd i en församling inom stiftet.
Endast anmälda kandidater för registrerade nomineringsgrupper, som själva skriftligen gett tillstånd till att tas upp som kandidater, är valbara.
För biskopar, kyrkoherdar, anställda med ledande ställning samt övriga anställda med mer än 20 procent av en heltid över en period på fem månader finns särskilda inskränkningar i valbarheten.

## Slutgiltigt valresultat
Valresultatet inför kyrkovalet 21 september 2025.
| Nomineringsgrupp | Nomineringsgrupp                        | Ordförande          | Röster | Röster | Röster | Mandatfördelning | Mandatfördelning |
| Nomineringsgrupp | Nomineringsgrupp                        | Ordförande          | Antal  | %      | +− %   | Antal            | +−               |
| ---------------- | --------------------------------------- | ------------------- | ------ | ------ | ------ | ---------------- | ---------------- |
|                  | Alternativ för Sverige                  |                     |        |        |        |                  |                  |
|                  | Arbetarepartiet - Socialdemokraterna    | Magdalena Andersson |        |        |        |                  |                  |
|                  | Borgerlig Kristen Samverkan             | Sven Milltoft       |        |        |        |                  |                  |
|                  | Centerpartiet                           | Anna-Karin Hatt     |        |        |        |                  |                  |
|                  | De Gröna i Svenska kyrkan               | Magnus Gunnarsson   |        |        |        |                  |                  |
|                  | Fria liberaler i Svenska kyrkan FiSK    | Olov Lindquist      |        |        |        |                  |                  |
|                  | Frimodig kyrka                          | Maria Andersson     |        |        |        |                  |                  |
|                  | Himmel och Jord                         | Ulrika Karlsson     |        |        |        |                  |                  |
|                  | Partipolitiskt obundna i Svenska kyrkan | Amanda Carlshamre   |        |        |        |                  |                  |
|                  | Sverigedemokrater i Svenska kyrkan      | Ronnie Nilsson      |        |        |        |                  |                  |
|                  | Vänstern i Svenska kyrkan               | Ann-Marie Strömberg |        |        |        |                  |                  |
|                  | Öppen kyrka – en kyrka för alla         | Karin Janfalk       |        |        |        |                  |                  |
|                  | Ogiltiga röster                         |                     |        |        |        |                  |                  |
| Totalt           |                                         |                     |        |        |        |                  |                  |

* Av 251 kyrkomötesmandat är 2 reserverade för utlandsvalkretsen.

## Kyrkomötets kandidater
Alternativ för Sveriges toppkandidater per stift.
- Göteborgs stift: Axel W Karlsson
- Härnösands stift: Sven Valerio
- Karlstads stift: Kjell Olsson
- Linköpings stift: Nina Olofsson
- Luleå stift: Marcus Jonsson
- Lunds stift: Mats Loman
- Skara stift: Jilla Avonti
- Stockholms stift: Anders Bergström
- Strängnäs stift: Roger Richthoff
- Uppsala stift: Simon O. Pettersson
- Västerås stift: Mats Lagerman
- Växjö stift: Gustav Petersson
- Visby stift: Johan Pettersson

Arbetarepartiet - Socialdemokraternas toppkandidater per stift.
- Göteborgs stift: Jesper Eneroth
- Härnösands stift: Mikael Sjölund
- Karlstads stift: Johannes Fransson
- Linköpings stift: Rebecca Hägg
- Luleå stift: Levi Bergström
- Lunds stift: Edvina Palmcrantz
- Skara stift: Ingrid Åberg
- Stockholms stift: Wanja Lundby-Wedin
- Strängnäs stift: Christina Södling
- Uppsala stift: Roberth Krantz
- Västerås stift: Inger Vahlman
- Växjö stift: Marie Johansson
- Visby stift: Helen Coughlin-Sjögren

Borgerlig Kristen Samverkans toppkandidater per stift.
- Göteborgs stift: Karl-Gunnar Svensson
- Härnösands stift: Rodney Engström
- Karlstads stift: Margareta Nisser-Larsson
- Linköpings stift: Ingrid Cassel
- Luleå stift: Ewa Miller
- Lunds stift: Elisabeth Kullenberg
- Skara stift: Johan Hjertén
- Stockholms stift: Suzanne Fredborg
- Strängnäs stift: Erica Gidlöf
- Uppsala stift: Viktoria Lautmann
- Västerås stift: Göran Forsén
- Växjö stift: Bert-Åke Näslund
- Visby stift: -

Centerpartiets toppkandidater per stift.
- Göteborgs stift: Gunilla Franzén
- Härnösands stift: Karin Stierna
- Karlstads stift: Cecilia Rogne
- Linköpings stift: Magnus Ek
- Luleå stift: Sören Olsson
- Lunds stift: Anneli Kihlstrand
- Skara stift: Karin Långström
- Stockholms stift: Ellionor Moberg
- Strängnäs stift: Nina Wahlin
- Uppsala stift: Anna Lindgren
- Västerås stift: Karin Perers
- Växjö stift: Kerstin Petersson
- Visby stift: Carin Jakobsson

De Gröna i Svenska kyrkans toppkandidater per stift.
- Göteborgs stift: Madeleine Jonsson
- Härnösands stift: Peter Boman
- Karlstads stift: Eva Hallström
- Linköpings stift: Pether Nordin
- Luleå stift: Sivert Mässing
- Lunds stift: Charlotta Hedström
- Skara stift: Magnus Gunnarsson
- Stockholms stift: Marja Sandin-Wester
- Strängnäs stift: Ove Jansson
- Uppsala stift: Terence Hongslo
- Västerås stift: Bertil Wennberg
- Växjö stift: Lennart Adell Kind
- Visby stift: Ahnie Gottberg

Fria liberaler i Svenska kyrkan FiSKs toppkandidater per stift.
- Göteborgs stift: Jonas Noreus
- Härnösands stift: Håkan Lindén
- Karlstads stift: Rune Wallmyr
- Linköpings stift: Alexander Nejdemo
- Luleå stift: Britta Berglund
- Lunds stift: Hans-Göran Håkansson
- Skara stift: Fredrik Nilströmer
- Stockholms stift: Olov Lindquist
- Strängnäs stift: Willhelm Sundman
- Uppsala stift: Otto Birkoff
- Västerås stift: Martina Elfström
- Växjö stift: Ann-Marie Hedlund
- Visby stift: Frans Brozén

Frimodig kyrkas toppkandidater per stift.
- Göteborgs stift: Elisabet Dahlberg
- Härnösands stift: Henrik Domeij
- Karlstads stift: Ingemar L. Scott
- Linköpings stift: Markus Klefbeck
- Luleå stift: Henrik Näslund
- Lunds stift: David Castor
- Skara stift: Leif Nordlander
- Stockholms stift: Elisabeth Sandlund
- Strängnäs stift: Karin Hermansson
- Uppsala stift: Erik Johansson
- Västerås stift: Eva Axelsson
- Växjö stift: Per Ewert
- Visby stift: Hans Weichbrodt

Himmel och Jords toppkandidater per stift.
- Göteborgs stift: Lena Samuelsson
- Härnösands stift: Susanne Anderö Wännström
- Karlstads stift: -
- Linköpings stift: -
- Luleå stift: Ulrika Karlsson
- Lunds stift: Ida Kortz
- Skara stift: Britta Lidberg
- Stockholms stift: Johanna Westeson
- Strängnäs stift: Johan Sobelius
- Uppsala stift: Sanna Bäckvall
- Västerås stift: Evalena Sköld
- Växjö stift: Amie Ringberg
- Visby stift: -

Partipolitiskt obundna i Svenska kyrkans toppkandidater per stift.
- Göteborgs stift: Carina Etander Rimborg
- Härnösands stift: Knapp Anna Eriksson
- Karlstads stift: Kim Sanfridsson
- Linköpings stift: Anne Olofsson
- Luleå stift: Lisa Tegby
- Lunds stift: Nils Gårder
- Skara stift: Per Lindberg
- Stockholms stift: Amanda Carlshamre
- Strängnäs stift: Catharina Carlsson
- Uppsala stift: Erik Sjöstrand
- Västerås stift: Anders Brunnstedt
- Växjö stift: Victor Ramström
- Visby stift: Tobias Nellvik

Sverigedemokrater i Svenska kyrkans toppkandidater per stift.
- Göteborgs stift: Mikael Sandén
- Härnösands stift: Dan Rasmusson
- Karlstads stift: Pia Sterner
- Linköpings stift: Per Hanö
- Luleå stift: Petter Nilsson
- Lunds stift: Daniel Engström
- Skara stift: Jonas Larsson
- Stockholms stift: David Lång
- Strängnäs stift: Peter Laufer
- Uppsala stift: Anna Sundberg
- Västerås stift: Ingvar Jonsson
- Växjö stift: Robert Fredriksson
- Visby stift: Per Nylen

Vänstern i Svenska kyrkans toppkandidater per stift.
- Göteborgs stift: Mats Berglund
- Härnösands stift: Marie Buhr
- Karlstads stift: Lina Ahl
- Linköpings stift: Agneta Eriksson
- Luleå stift: Siv Jalonen
- Lunds stift: Linda Sjöö
- Skara stift: Lisa Wallenstein
- Stockholms stift: Britt Björneke
- Strängnäs stift: Margareta Carlsson
- Uppsala stift: Lars B Andersson
- Västerås stift: Vicktoria Bagi
- Växjö stift: Monica Johansson
- Visby stift: -

Öppen kyrka – en kyrka för allas toppkandidater per stift.
- Göteborgs stift: Karin Janfalk
- Härnösands stift: Anders Nordlinder
- Karlstads stift: Anna Karlsson
- Linköpings stift: Anna Ekström
- Luleå stift: Viktor Lund
- Lunds stift: Nils Jernqvist
- Skara stift: Lisa Lottadotter Gerenmark
- Stockholms stift: Maria Holmström Melberg
- Strängnäs stift: Fredrik Siösteen
- Uppsala stift: Carin Åblad Lundström
- Västerås stift: Kristina Hyse
- Växjö stift: Birgitta Axelsson Edström
- Visby stift: -